# 通訊裝置
通訊裝置（又稱電信設備或通信設備）是用於電信用途的硬件。自20世紀90年代的電信設備之間和IT硬件的邊界已經變得模糊，隨著互聯網的增長，電信數據傳輸的作用越來越大。

## 類型
電信設備大致可分為以下類別：
- 公共交換設備
  - 模擬開關
  - 數碼開關

- 傳輸設備
  - 傳輸線模型
    - 光導纖維

  - 基地收發機站
  - 数据选择器
  - 本地環路
  - 通訊衛星

- 客戶端設備
  - 私人開關
  - 局域网
  - 调制解调器
  - 移动电话
  - 固网电信
  - 電話應答機
  - 電傳打字機
  - 傳真
  - 傳呼機
  - 路由器

## 廠商
全球五大電信設備（不含手機）供應商適用的2013年銷售額衡量，分別是：
1. 愛立信
2. 諾基亞通信
3. 華為
4. 中興通訊

在2013年第二季度的收入適用的測量世界上五個最大的路由器和交換機廠商有：
1. 思科系統
2. 華為
3. 阿爾卡特-朗訊
4. Juniper Networks
5. 中興通訊

在2013年第二季度的單位銷售額衡量全球10個最大的移動電話手機廠商（括號內所示的全球市場份額）：
1. 三星電子 (24.7%)
2. 微軟移動 (14.0%)
3. 蘋果公司 (7.3%)
4. LG電子 (3.9%)
5. 中興通訊 (3.5%)
6. 華為 (2.6%)
7. 聯想集團 (2.5%)
8. TCL集團 (2.3%)
9. 索尼移动通信 (2.2%)
10. 宇龙 (1.8%)

由於2014年許多大型的電信網絡設備供應商，由於過度供應，因有財政問題，又基於中國廠商的市場佔有率不斷攀升，而2G和3G網絡營收下滑，沒有被完全抵消日益增長的4G設備。

## 二手通訊設備
由於電信設備技術的迅速發展，運營商正被迫注意二手市場，翻新的電信設備替代，更便宜的選擇，以維護他們的網絡。所使用的電信市場在過去十年裡迅速擴大與使用，翻新設備提供更便宜的設備供應，提供傳統和生活設備端翻新，已經被用於全球電信運營商。隨著設備的停產，運營商和用戶尋找備件的零件變得更難。